# Brána svatého Martina
Brána svatého Martina (Zderazská brána) je zaniklá brána opevnění pražského Starého Města. Stála při ústí ulice Na Perštýně do ulice Národní. Touto branou pokračovala cesta ze Starého Města dále ulicí Spálená na Zderaz a Vyšehrad. Jméno nesla po nedalekém kostele svatého Martina. Sousedními branami byly na východě brána svatého Havla a na západě brána svatého Štěpána.

## Historie
Zdejší brána mezi čp. 360 a 343 se nazývala Zderazská (podle cesty na Zderaz) nebo podle zvyku po nejbližším kostele svatého Martina ve zdi. Stála poblíž rohového domu čp. 360 "u Krocínů" (u 3 zlatých kulí).
Během července roku 1319 došlo u brány k boji mezi králem Janem Lucemburským, ke kterému se přidala šlechtická frakce Jindřicha z Lipé, a českou šlechtou vedenou Vilémem Zajícem z Valdeka, na jejíž straně stála královna Eliška Přemyslovna. Král vypálil část osady Újezd svatého Martina a zaútočil na Zderazskou bránu. Obráncům (staroměstským měšťanům) pomohli na poslední chvíli vojáci Viléma Zajíce z Valdeka a druhý den přišla Staroměstským na pomoc posila od Petra z Rožmberka. Protože síly obou stran byly vyrovnané, došlo 27. července k dohodě jednáním a boj skončil smírem.
Zánik
Brána byla zbořena po sloučení Starého a Nového Města z příkazu Ferdinanda I. mezi lety 1518 - 1528 spolu s některými dalšími branami a částí bývalého opevnění.